# Refuge Don Bosco
Le refuge Don Bosco - Huascarán est un refuge de montagne situé à la base du nevado Huascarán à 4 700 m d'altitude, dans le parc national de Huascarán, dans la région d'Ancash, au Pérou. Il a une capacité de 60 places et constitue le point de départ pour l'ascension des sommets Sud (6 757 m) et Nord (6 655 m) du Huascarán.
Il fait partie du groupe de cinq refuges construits par les volontaires péruviens et italiens de l'Opération Mato Grosso dans le cadre du programme Don Bosco dans les Andes dirigé par le prêtre italien Ugo de Censi. Lors de sa construction, les techniques architecturales des refuges alpins sont utilisées.
Il a été utilisé par des expéditions scientifiques pour accéder au Huascarán. En juillet 2019, le président Martín Vizcarra se rend au refuge ; il accompagne des chercheurs de l'Ohio State University et de l'Instituto Nacional de Investigación en Glaciares y Ecosistemas de Montaña.